# بول أكوكو
بول أكوكو (مواليد 20 ديسمبر 1997) هو لاعب كرة قدم من ساحل العاج يلعب في مركز خط الوسط في نادي ريال بيتيس.

## روابط خارجية
- بول أكوكو على موقع الاتحاد الأوربي (الإنجليزية)
- بول أكوكو على موقع قاعدة بيانات كرة القدم.إي يو (الإنجليزية)
- بول أكوكو على موقع ليكيب (الفرنسية)
- بول أكوكو على موقع ناشيونال فوتبول تيمز (الإنجليزية)
- بول أكوكو على موقع Soccerway.com (الإنجليزية)